# Avantage absolu
La théorie des avantages absolus est un concept d'économie internationale. Il s'agit, pour un pays, de l'avantage qu'il détient sur un autre lorsque, pour un bien ou un service, sa production par unité de facteur, ou productivité, est supérieure aux autres pays. Le terme est utilisé au sujet d'un individu, pour désigner l'avantage qu'il détient sur un autre lorsque, avec la même quantité de facteurs de production, sa production est supérieure.

## Concept
Adam Smith a introduit la théorie de l'avantage absolu pour décrire des situations où un pays a intérêt à produire davantage qu'il ne consomme, afin d'exporter le surplus et d'importer des biens que d'autres pays produisent mieux que lui. Il part d'abord du cas d'un père de famille, car la « maxime de tout chef de famille
prudent est de ne jamais essayer de faire chez soi la chose qui lui coûtera moins à acheter qu'à faire ». Il généralise cette approche à l'échelle du pays puisque ce « qui est prudence dans la conduite de chaque famille en particulier, ne peut guère être folie dans celle d'un grand empire ».
Ceci autorise l'élargissement des marchés, la baisse des prix (et donc l'accroissement de l'épargne), ainsi que l'accentuation de la division du travail.
Les courants commerciaux trouvent leurs origines dans les différences de coûts de production pour chaque partenaire à l'échange.
Un pays exporte les biens qu'il produit à un coût inférieur vers un autre pays du monde. En revanche il s'engage à importer les biens qu'il produit à un coût supérieur.
Comme le souligne Adam Smith : « Si un pays étranger peut nous fournir une marchandise à un meilleur marché que nous sommes en état de l'établir nous-même, il vaut mieux que nous lui achetions avec quelque partie de notre industrie, employée dans le genre dans lequel nous avons quelques avantages. »
Cependant, en appliquant ce raisonnement à un cas limité (mais relativement fréquent), on aboutit à une conclusion surprenante : si un pays peut produire à un moindre coût et sans limitation de volume tous les biens dont a besoin un autre pays, celui-ci aurait tout intérêt à tout lui acheter et n'aurait rien à lui vendre en contrepartie. Une telle situation est inconcevable : l'ouverture à l'échange conduit à l'impossibilité de l'échange.

## Critiques et débats

### Approche statique
Adam Smith postule que les pays qui participent au commerce international ont des dotations initiales (en facteur travail, en capital, en savoir-faire, etc.), et que ces dotations restent identiques à travers le temps. or, une dotation nationale peut évoluer, selon que le pays subisse des guerres, ou qu'il fasse venir de nouveaux travailleurs, ou qu'il ouvre de nouvelles formations scolaires et universitaires.

### Non-explication de l'origine de l'avantage
La théorie smithienne ne traite pas de l'origine de l'avantage du pays. Il parle à un moment d'un « avantage naturel », qui serait lié à la position du pays (son climat), ou encore à ses dotations en ressources naturelles, sans approfondir la question.

### Hypothèses restrictives
Adam Smith fonde sa théorie du commerce international sur des hypothèses très restrictives. Il considère que le commerce international n'utilise qu'un seul facteur (le facteur travail), et il considère que ce dernier est mobile au niveau national, et immobile au niveau international. En réalité, la mobilité nationale peut être entravée, de la même manière que les mobilités internationales sont possibles (immigrations, expatriations, etc.).

### Absence d'avantage absolu
La principale critique adressée à la théorie de Smith, et qui fera l'objet d'une critique par David Ricardo, est la possibilité de l'absence d'avantage absolu. Un pays peut n'en avoir aucun vis-à-vis de son partenaire commercial ; il est dans ces conditions difficiles de comprendre comment le commerce pourrait tout de même avoir lieu.

## Postérité

### Théorie de l'avantage comparatif
David Ricardo va trouver une solution à cette impasse en limitant le monde à deux pays, la Grande-Bretagne et le Portugal. Les deux pays peuvent produire du drap et du vin. Supposons que la Grande-Bretagne est capable de produire 100 mètres de drap en une heure de travail et 100 litres de vin également en une heure. En revanche, le Portugal peut produire 90 mètres de drap en une heure de travail et 120 litres de vin dans ce même temps.
La Grande-Bretagne possède alors un avantage absolu pour le drap, et le Portugal possède un avantage absolu pour le vin. D'après la théorie de l'avantage comparatif, il est bénéfique pour les deux pays de commercer, la Grande-Bretagne vendant son drap contre le vin portugais.
Cet exemple suppose évidemment que les coûts de transport sont inexistants, et que les produits soient homogènes, il ne s'agit pas ici de fournir un exemple réaliste, mais au contraire de minimiser le nombre de variables de manière à rendre le principe plus facile à comprendre.
Supposons maintenant que le Portugal puisse produire 110 mètres de drap en une heure de travail, les autres chiffres étant inchangés. Le Portugal possède alors un avantage absolu pour le drap comme pour le vin : sa productivité est supérieure à celle de la Grande-Bretagne dans les deux cas. Pour Adam Smith, les deux pays n'ont pas intérêt à commercer car ils n'ont pas d'avantages absolus différents. C'est David Ricardo qui introduit le principe d'avantage comparatif, qui explique comment les pays peuvent malgré tout commercer dans cette situation.